# Cantonul Limoges-Le Palais
Cantonul Limoges-Le Palais este un canton din arondismentul Limoges, departamentul Haute-Vienne, regiunea Limousin, Franța.

## Comune
| Comune               | Populație (1999) | Cod poștal | Cod INSEE |
| -------------------- | ---------------- | ---------- | --------- |
| Limoges              | 6.551            | 87000      | 87085     |
| Le Palais-sur-Vienne | 5.986            | 87410      | 87113     |